# Mošćenice
Mošćenice so naselje na Hrvaškem, ki upravno spada pod občino Mošćenička Draga; le-ta pa spada pod Primorsko-goransko županijo.

## Lega
Staro naselje leži na jugovzhodni obali Istre 8 km južno od Lovrana na izpostavljeni legi okoli 180 m visoko nad Mošćeniško Drago od koder vodi 2,5 km dolg odcep stranske ceste. Zaradi ohranjene sredozemske arhitekture in izjemnega razgleda na Kvarnerski zaliv
so Mošćenice zelo priljubljen izletniški cilj. Urejeno stopnišče povezuje staro naselje s peščeno plažo v Mošćeniški Dragi.

## Zgodovina
V starih listinah se kraj z današnjim imenom prvič omenja leta 1374 kot samostojna komuna v lasti kastavskih  gospodov. Mestece je ohranilo podobo srednjeveškega utrjenega naselja s starimi hišami in grajskim stolpom. V naselje je mogoče priti samo skozi še edina ohranjena mestna vrata nad katerimi je bil pri rekonstrukciji leta 1634 vklesan habsburški grb. V labirintu ozkih in strmih uličic je edini raven prostor glavni trg z baročno cerkvijo. Prejšnjo srednjeveško cerkev so preuredili in povečali, današnjo podobo pa je dobila leta 1794. Na glavnem oltarju so marmorne skulpture  padovskega kiparja J. Contierija iz začetka 18. stoletja. Korske klopi in plastike v lapidariju pa so iz začetka 17. stoletja. V cerkvi je etnografska muzejska zbirka z ohranjenim več kot 300 let starim mlinom za izdelavo oljčnega olja, imenovanga toš.

## Demografija
| Pregled števila prebivalcev po letih | Pregled števila prebivalcev po letih | Pregled števila prebivalcev po letih | Pregled števila prebivalcev po letih | Pregled števila prebivalcev po letih | Pregled števila prebivalcev po letih | Pregled števila prebivalcev po letih | Pregled števila prebivalcev po letih | Pregled števila prebivalcev po letih | Pregled števila prebivalcev po letih | Pregled števila prebivalcev po letih | Pregled števila prebivalcev po letih | Pregled števila prebivalcev po letih | Pregled števila prebivalcev po letih | Pregled števila prebivalcev po letih |
| ------------------------------------ | ------------------------------------ | ------------------------------------ | ------------------------------------ | ------------------------------------ | ------------------------------------ | ------------------------------------ | ------------------------------------ | ------------------------------------ | ------------------------------------ | ------------------------------------ | ------------------------------------ | ------------------------------------ | ------------------------------------ | ------------------------------------ |
| 1857                                 | 1869                                 | 1880                                 | 1890                                 | 1900                                 | 1910                                 | 1921                                 | 1931                                 | 1948                                 | 1953                                 | 1961                                 | 1971                                 | 1981                                 | 1991                                 | 2001                                 |
| 279                                  | 224                                  | 403                                  | 386                                  | 399                                  | 452                                  | 236                                  | 203                                  | 310                                  | 313                                  | 330                                  | 304                                  | 303                                  | 325                                  | 310                                  |

## Slici in opombe
1. ↑  Vzhodna jadranska obala, otoki in zaledje. Geodetski zavod Slovenije, Ljubljana 2003
2. ↑  Jadran, Vodič i Atlas. Jugoslovenski leksikonografski zavod, Zagreb 1971.
3. ↑  - Republika Hrvatska - Državni zavod za statistiku: Naselja i stanovništvo Republike Hrvatske 1857.-2001.